# Đập Tasang
Đập Tasang (tiếng Miến Điện: တာဆန်းဆည်), còn được gọi là đập Mong Ton, là một đập được lên kế hoạch trên sông Salween ở bang Shan, Myanmar. Vị trí của đập Tasang sẽ là 480 km (300 mi) về phía đông bắc Rangoon và 52,8 km (32,8 mi) phía tây Mongtong. Đập Tasang sẽ là đập đầu tiên trên sông Salween và sẽ là đập thủy điện lớn nhất ở Myanmar và là đập cao nhất ở Đông Nam Á nếu hoàn thành. Kinh phí dự tính xây dựng đập Tasang là 6 tỷ USD và được lên kế hoạch hoàn thành vào năm 2022. Lễ khởi công vào tháng 3 năm 2007, nhưng việc xây dựng đã bị đình trệ và có rất ít hoạt động tại vị trí xây dựng đập từ năm 2008 
Việc xây dựng đập Tasang gây ra nhiều tranh cãi trong nước và quốc tế xung quanh dự án. Đập Tasang là một trong năm con đập mà Chính phủ Myanmar dự định xây dựng trên sông Salween.

## Thiết kế
Đập Tasang được thiết kế cao 228 mét và một nhà máy thủy điện có công suất 7.110 MW, sản xuất 35.446 GWh mỗi năm. Hồ chứa nước Tasang có diện tích 870 km2 (340 dặm vuông Anh) hồ chứa sẽ chia đôi một phần lớn của bang Shan, mở đầu cho các vấn đề xã hội và môi trường nghiêm trọng.